# Türkheim
Türkheim este o comună-târg din districtul Unterallgäu, regiunea administrativă Schwaben, landul Bavaria, Germania.